# NGC 3098
NGC 3098 este o galaxie lenticulară situată în constelația Leul. A fost descoperită în 19 februarie 1827 de către John Herschel. Se află la o distanță de 23 de megaparseci de Pământ.